# Laphria gigas
Laphria gigas är en tvåvingeart som beskrevs av Macquart 1838. Laphria gigas ingår i släktet Laphria och familjen rovflugor. Inga underarter finns listade i Catalogue of Life.